# Grzybówka czarniawa
Grzybówka czarniawa (Mycena septentrionalis Maas Geest.) – gatunek grzybów z rodziny grzybówkowatych (Mycenaceae).

## Systematyka i nazewnictwo
Pozycja w klasyfikacji według Index Fungorum: Mycena, Mycenaceae, Agaricales, Agaricomycetidae, Agaricomycetes, Agaricomycotina, Basidiomycota, Fungi.
Takson ten opisał w 1984 r. Rudolph Arnold Maas Geesterianus na igliwiu pod świerkiem w Danii. Znany był on wcześniej pod nazwą Mycena sepia sensu Lundell. Maas Geesteranus wykazał jednak, że pierwotny M. sepia był innym gatunkiem i zaproponował nową nazwę M. septentrionalis.
Polską nazwę nadała Maria Lisiewska w 1987 r.

## Morfologia
Kapelusz
Średnica 5–22 mm, początkowo stożkowaty, potem dzwonkowaty, w końcu wypukły, czasem z garbkiem, półprzeźroczyście prążkowany. Powierzchnia początkowo biało oprószona, a następnie często prawie niebieskawo czarna, satynowa, ciemnobrązowa w środku, na brzegu biaława.
Blaszki
W liczbie 17–22 dochodzących do trzonu, wypukłe, wąsko przyrośnięte i zbiegające ząbkiem, bladoszare lub szare z brązowawym odcieniem. Ostrza jaśniejsze.
Trzon
Wysokość 25–80 mm, grubość 0,5–2 mm, pusty w środku, prosty lub zagięty, walcowaty i na całej długości równy. Powierzchnia górą oprószona o barwie od białawej do szarej, niżej naga, bladobrązowa.
Miąższ
O zapachu pelargonii pachnącej, czasem bez zapachu.
Cechy mikroskopowe
Podstawki 25–40 × 6–8 µm, wąsko maczugowate, 4-zarodnikowe ze sterygmami o długości 3–5 µm. Zarodniki (7,5–) 8–9 (–10,5) × (3,5–) 4–5,1 μm, Q = 1,6–2,1, Qav = 1,9, pipetowate, amyloidalne. Cheilocystydy 12–46 × 7–18 µm, tworzące sterylne pasmo, workowate lub klepsydrowate, z szeroką podstawą, niektóre bardziej maczugowate, pokryte kilkoma lub liczniejszymi brodawkami lub cylindrycznymi, rozgałęzionymi i zakrzywionymi, dość grubymi naroślami 1–10 × 1–2 μm. Pleurocystydy podobne. Strzępki włosków kapelusza o szerokości 1,5–3,5 µm, pokryte prostymi lub zakrzywionymi lub mocno rozgałęzionymi wyrośnięciami 1–20 × 1–2 μm, tworzącymi gęste, koralopodobne masy. Strzępki warstwy korowej trzonu o szerokości 1,5–3,5 μm, gładkie lub pokryte gruzełkami 0,5–4 × 1–1,5 μm, komórki końcowe o szerokości do 10 μm, w różnym stopniu nabrzmiałe, pokryte dość grubymi gruzełkami. Sprzążki występują w strzępkach wszystkich części grzyba.

## Występowanie i siedlisko
Znane jest występowanie grzybówki czarniawej w Europie Północnej i Rosji. Władysław Wojewoda w zestawieniu grzybów wielkoowocnikowych Polski w 2003 r. przytacza liczne stanowiska, ale proponuje umieszczenie jej w czerwonej księdze gatunków rzadkich. W Norwegii jest pospolita.
Grzyb saprotroficzny. Występuje na wilgotnych miejscach w lasach, wśród mchów i ściółki na opadłych gałązkach drzew. Często spotykany pod bukami, sosną zwyczajną, świerkiem pospolitym. Owocniki najczęściej od sierpnia do października. Związana jest głównie ze świerkami.

## Gatunki podobne
Makroskopowo podobna jest grzybówka nitkowatotrzonowa (Mycena filopes), różni się jednak cechami mikroskopowymi. U M. septentrionalis cheilocystydy są przeważnie pokryte nierównomiernie rozmieszczonymi, grubymi, często zakrzywionymi, prostymi lub rozgałęzionymi naroślami, a wiele cystyd jest w kształcie klepsydry, z równie szeroką częścią wierzchołkową i podstawą. U M. filopes cheilocystydy są przeważnie pokryte równomiernie rozmieszczonymi, cylindrycznymi, wąskimi naroślami, które nie mają kształtu klepsydry. Do oddzielenia tych dwóch gatunków można również użyć końcowych komórek kory trzonu. U M. septentrionalis pokryte są dość grubymi naroślami, natomiast u M. filopes pokryte są drobnymi i smukłymi naroślami. Ponadto odróżniają się zapachem; u M. filopes jest to zapach jodoformu, M. septentrionalis ostry, aromatyczny zapach pelargonii pachnącej.